# 峯橋
峯橋（みねばし）は福島県喜多方市高郷町の阿賀川に架かる福島県道16号喜多方西会津線の橋長110.18 m（メートル）のトラス橋。

## 概要
- 橋格 - 1等橋 (TL-20)
- 路線名 - 主要地方道喜多方西会津線
- 形式 - 鋼単径間上路式ワーレントラス橋＋鋼単純鈑桁橋 (橋台はともにRCラーメン橋台)
- 橋長 - 110.180 m（両橋台を含む）
  - 支間割 - 13.000 m[注釈 1] + 15.920 m + 70.000 m + 10.800 m[注釈 2]
- 幅員
  - 総幅員 - 6.100 m
  - 有効幅員 - 5.500 m
  - 車道 - 5.500 m
  - 歩道 - なし
- 床版 - 鉄筋コンクリート
- 総鋼重 - 138.347 t
- 橋台 - RCラーメン橋台（A1・A2）
- 橋脚 - 半重力式橋脚（P1）
- 発注者 - 福島県
- 施工 - 櫻田機械工業[注釈 3]（上部工）、山口工業所（下部工）
- 竣工 - 1960年（昭和35年）

福島県道16号喜多方西会津線の橋梁として一級河川阿賀川を渡る。東詰は高郷町上郷字前林戊、西詰は高郷町峯字馬落乙に位置する。東詰では当県道がJR磐越西線荻野駅に至る市道と突き当たり屈折する丁字路となっている。橋上は上下2車線で供用され、歩道は設置されておらず、上り線側に峯橋歩道橋（全長110 m、幅員3.0 m）が架けられている。

## 歴史
木造補剛吊橋として掛けられていた旧橋から交通量の増大に伴い1958年（昭和33年）に約50 m上流側に永久橋として架け替えが決定された。周辺地形から上路式トラス形式が選定され、喜多方側には当時船着場があったために側径間は鈑桁橋とされた。同年度に下部工、1959年度（昭和34年度）に右岸側取付道路、1960年（昭和35年）に上部工と左岸側取付道路が建設され完工した。総工費は当時の金額で3494万3千円であった。1988年（昭和63年）には歩行者交通安全性確保のために峯橋歩道橋が架設された。2015年（平成27年）、老朽化により補修工事が行われ4月22日から10月31日までの長期にわたり終日全面通行止めの措置が取られた。

## 近隣
- JR磐越西線 荻野駅
- 福島県営荻野漕艇場
- 会津高郷郵便局
- 喜多方市役所高郷総合支所荻野出張所
- 喜多方市立高郷小学校
- 高郷郷土資料館